# CoRoT-9
CoRoT-9 è una stella nana gialla di sequenza principale, paragonabile al Sole, rispetto al quale è appena più piccola e meno massiccia. Si trova a 1500 anni luce circa di distanza, nella costellazione del Serpente. La magnitudine apparente è di 13,46, quindi non può essere vista ad occhio nudo, ma è possibile osservarla attraverso un discreto telescopio amatoriale.

## Caratteristiche
CoRoT-9 è una nana gialla come il Sole, con una temperatura superficiale di poco inferiore, attorno ai 5600 K, mentre massa e raggio sono il 94% di quelli del Sole. La presenza di metalli, cioè elementi più pesanti dell'elio, è la stessa di quella della nostra stella; anche l'età, nonostante il grande margine d'incertezza esistente, potrebbe essere molto simile a quella del Sole.

## Sistema planetario
Tramite la missione COROT è stato identificato un pianeta extrasolare orbitante la stella, usando il metodo del transito. Il pianeta, CoRoT-9 b, è stato annunciato nel 2010 dopo 145 giorni di osservazioni effettuate nel 2008. Poco meno massiccio di Giove, orbita ad una distanza di 0,4 UA dalla stella e si tratta del primo gigante gassoso non caldo scoperto con il metodo del transito sul quale potrebbe essere possibile studiare la composizione atmosferica durante i numerosi transiti sul disco della propria stella, che avvengono ogni 95 giorni, periodo coincidente con quello orbitale del pianeta.

### Prospetto sul sistema
| Pianeta | Massa   | Raggio  | Periodo orb.  | Sem. maggiore | Eccentricità | Incl. orbita | Scoperta |
| ------- | ------- | ------- | ------------- | ------------- | ------------ | ------------ | -------- |
| b       | 0,84 MJ | 0,94 RJ | 95,274 giorni | 0,407 UA      | 0,11         | 89,9°        | 2010     |